# Campionati Mondiali di ginnastica artistica 2014 - Concorso individuale femminile
Per la prima volta dopo il 2001, la stessa ginnasta che ha vinto il concorso individuale nella precedente edizione, Simone Biles, riconferma la vittoria nel concorso All-around dopo i Campionati mondiali di ginnastica artistica 2013.
Ed è anche la prima volta dal 2007 (Vanessa Ferrari) che una ginnasta (Kyla Ross) sale nuovamente sul podio all around, come nell'edizione dei mondiali precedenti.
Alla fine del concorso generale individuale viene assegnato il "Premio eleganza Longines" alla ginnasta cinese Yao Jinnan.

## Classifica finale
| Pos. | Ginnasta                      | Naz.                   | Volteggio | Parallele | Trave  | C. L.  | Totale |
| ---- | ----------------------------- | ---------------------- | --------- | --------- | ------ | ------ | ------ |
| 1    | Simone Biles                  | Stati Uniti (bandiera) | 15,866    | 14,533    | 14,766 | 15,066 | 60,231 |
| 2    | Larisa Iordache               | Romania (bandiera)     | 15,066    | 14,866    | 15,100 | 14,733 | 59,765 |
| 3    | Kyla Ross                     | Stati Uniti (bandiera) | 15,166    | 14,700    | 14,433 | 13,933 | 58,232 |
| 4    | Aliya Mustafina               | Russia (bandiera)      | 15,100    | 15,041    | 14,341 | 13,433 | 57,915 |
| 5    | Yao Jinnan                    | Cina (bandiera)        | 14,533    | 15,533    | 14,566 | 12,833 | 57,465 |
| 6    | Vanessa Ferrari               | Italia (bandiera)      | 14,866    | 13,700    | 13,900 | 14,700 | 57,166 |
| 7    | Alla Sosnitskaya              | Russia (bandiera)      | 14,883    | 13,933    | 13,500 | 13,900 | 56,166 |
| 8    | Jessica Brizelda Lopez Arocha | Venezuela (bandiera)   | 14,400    | 14,500    | 14,133 | 13,100 | 56,133 |
| 9    | Elsabeth Black                | Canada (bandiera)      | 13,900    | 13,833    | 14,533 | 13,866 | 56,132 |
| 10   | Claudia Fragapane             | Regno Unito (bandiera) | 14,600    | 13,066    | 14,166 | 14,266 | 56,098 |
| 11   | Ruby Harrold                  | Regno Unito (bandiera) | 14,683    | 14,400    | 13,066 | 13,466 | 55,615 |
| 12   | Shang Chunsong                | Cina (bandiera)        | 14,000    | 12,300    | 15,033 | 14,166 | 55,499 |
| 13   | Roxana Popa Nedelcu           | Spagna (bandiera)      | 14,900    | 14,300    | 13,066 | 13,033 | 55,299 |
| 14   | Marta Pihan-Kulesza           | Polonia (bandiera)     | 13,966    | 13,691    | 14,133 | 13,366 | 55,165 |
| 15   | Giulia Steingruber            | Svizzera (bandiera)    | 15,033    | 12,633    | 13,833 | 13,633 | 55,132 |
| 16   | Ana Filipa Martins            | Portogallo (bandiera)  | 13,800    | 13,966    | 13,533 | 13,433 | 54,732 |
| 17   | Erika Fasana                  | Italia (bandiera)      | 14,500    | 13,300    | 13,466 | 12,733 | 53,999 |
| 18   | Asuka Teramoto                | Giappone (bandiera)    | 13,766    | 13,766    | 12,866 | 13,466 | 53,864 |
| 19   | Alina Stanila                 | Romania (bandiera)     | 14,500    | 12,733    | 12,700 | 13,600 | 53,533 |
| 20   | Natsumi Sasada                | Giappone (bandiera)    | 14,000    | 13,233    | 12,700 | 13,233 | 53,166 |
| 21   | Georgia Rose Brown            | Australia (bandiera)   | 14,066    | 12,300    | 13,500 | 12,966 | 52,832 |
| 22   | Lisa Katharina Hills          | Germania (bandiera)    | 14,033    | 13,633    | 11,366 | 13,166 | 52,198 |
| 23   | Elsa Garcia Rodriguez Blancas | Messico (bandiera)     | 13,933    | 11,266    | 13,766 | 13,066 | 52,031 |
| 24   | Laura Waem                    | Belgio (bandiera)      | 13,900    | 13,800    | 13,633 | 10,633 | 51,966 |